# Hicanodon cinerea
Genre
Espèce
Hicanodon cinerea, unique représentant du genre Hicanodon, est une espèce d'araignées aranéomorphes de la famille des Macrobunidae.

## Distribution
Cette espèce se rencontre au Chili et en Argentine.

## Description
La femelle holotype mesure 3,5 mm.

## Systématique et taxinomie
Ce genre a été décrit par Tullgren en 1901 dans les Agelenidae. Il est placé en synonymie avec Rubrius par Lehtinen en 1967. Il est relevé de synonymie par Roth en 1988. Il est placé dans les Amaurobiidae par Ramírez, Grismado et Blick en 2004 puis dans les Macrobunidae par Gorneau, Crews, Cala-Riquelme, Montana, Spagna, Ballarin, Almeida-Silva et Esposito en 2023.

## Publication originale
- Tullgren, 1901 : « Contribution to the knowledge of the spider fauna of the Magellan Territories. » Svenska Expeditionen till Magellansländerna, vol. 2, no 10, p. 181-263.